# Підземне сховище Форт-Саскачеван (Dow)
Підземне сховище Форт-Саскачеван (Dow) – розташований у канадській провінції Альберта комплекс каверн для зберігання продуктів нафтогазової та нафтохімічної промисловості.
У другій половині 20 століття хімічний гігант Dow Chemical створив в районі Форт-Саскачеван (два десятки кілометрів на північний схід від Едмонтону) комплекс взаємопов’язаних виробництв, який зокрема включав установку фракціонування зріджених вуглеводневих газів, установку парового крекінгу та завод з виробництва хлору. Останній добував сировину шляхом розмивання соляних покладів формації Лотсберг (девонський період, товщина може перевищувати двісті метрів), що призводило до появи на глибині біля 1900 метрів численних підземних каверн. Враховуючи потреби інших виробництв комплексу, частину з них перетворили на підземні сховища.
На початок 2000-х у складі сховища нараховувалось 12 каверн, з яких 7 призначались для зріджених вуглеводневих газів, а ще 5 для етилену (продукт парового крекінгу). При цьому станом на 2010 рік три з п’яти етиленових каверн втратили свої якості та більше не могли використовуватись. 
Постачання та видача етилену зі сховища здійснюється через бічне відгалуження від етиленопроводу EDS (Ethylene Distribution System). Видача зріджених вуглеводневих газів (переважно пропану) могла відбуватись по трубопроводу Cochin Pipeline, котрий транспортував їх аж до району Великих озер. Втім, у 2010-х цей трубопровід реверсували та перетворили на конденсатопровід. 
Можливо також відзначити, що в районі Форт-Саскачевану діє ще два комплекси підземного зберігання етилену Редватер та Хартленд.